# Cibercondria
La cibercondria o hipercondria digital és el costum de fer un ús excessiu de la tecnologia per tal de buscar informació sobre malalties de manera constant i, en alguns casos, obsessiva. Es tracta d'una versió digital de la hipocondria.
Google s'ha convertit en el segon lloc més consultat sobre salut, després dels metges. L'economització del temps del ciutadà mitjà provoca que s'autodiagnostiqui i que es posi en tractament i decideixi quins medicaments prendre. Les persones que pateixen cibercondria arriben a obsessionar-se al consultar constantment si els símptomes que expirementen en un determinat moment es corresponen amb els d'alguna malaltia.

## Etimologia
El terme cyberchondria és un neologisme derivat dels termes Cyber- i hypocondria.
Per una banda, l'origen de la paraula hipocondria prové de l'antiguitat clàssica. Deriva de 'hipocondri', literalment "sota el cartílag". De les nou regions en què es divideix la topografia abdominal, l'hipocondri correspon a les dues cantonades superiors, dreta i esquerra, situades just sota els cartílags costals, i és d'aquí d'on prové el seu nom. En l'hipocondri esquerre es troba l'òrgan que antigament es creia que produïa la bilis negra anomenat melsa (en grec μελαγχολία, literalment 'malenconia', estat d'ànim relacionat amb estats anímics tristos i depressius). És per això que els clàssics es van referir com hipocondríacs a aquells pacients amb molèsties abdominals que s'associaven trastorns de l'estat d'ànim.
Investigadors de Harris Interactive afirmen que el terme "cibercondria" no és necessàriament pejoratiu. Un article de la revista Journal of Neurosurgery & Psychiatry de 2003, afirma que el terme cibercondria va ser utilitzat en 2001 en un article del diari anglès The Independent per descriure "l'augment de l'ansietat per malalties a causa de l'excessiu ús i consulta de webs de salut". La BBC també va utilitzar aquest terme a l'abril de 2001, així com el llibre d'Elaine Showalter de 1997, que afirma que Internet és una nova forma de difondre idees patògenes, que serveixen de base a aquells que pateixen cibercondria o hipocondria en general.

## Mètodes de prevenció
Referenciar les fonts de les quals extreu informació és un dels mètodes de prevenció de la cibercondria més importants. Revisar les fonts i comprovar si inclouen declaracions d'experts o no és una manera d'evitar confiar en solucions que no es corresponen amb els símptomes que experimenta una persona.
També s'han de fer servir amb rigor les dades estadístiques, ja que sovint veiem titulars amb dades estadístiques impactants, però que en el desenvolupament de la notícia no se sostenen i no provenen d'una font d'informació fiable. Cal tenir clar que no és el mateix comptar amb un estudi basat en una mostra de 1000 persones que en un altre que compta amb 1 milió. Per això, és una bona idea parar-se a pensar la representativitat real de les xifres que fem servir i actuar en conseqüència.
Jerarquitzar la informació científica és un altre mètode que va lligat a l'anterior i consisteix en analitzar des d'un punt de vista crític la rellevància de les conclusions d'un estudi científic susceptibles de ser comunicades. Una persona amb cibercondria hauria de realitzar una valoració del prestigi de la institució que l'ha realitzat, la durada de l'estudi i la seva tipologia, o fins i tot si s'ha realitzat una revisió crítica dels resultats obtinguts, abans de prendre la decisió de medicar-se o realitzar qualsevol altre acció precipitada que pugui tenir un efecte negatiu en la seva salut.